# 大粗坑
大粗坑，是新北市坪林區的一個地名，位於該區東北部，範圍大致為上德里東大半部。

## 歷史
台灣清治末期，大粗坑地區為一街庄，稱為「大粗坑庄」，隸屬於文山堡。該庄西北與崩山庄、玉桂嶺庄為鄰，東北與大舌湖庄、柑腳坑庄、鷺鶿岫庄為鄰，東南邊為九芎林庄，西南邊為厚德崗坑、水聳淒坑庄、坑仔口庄。
1901年（日治明治三十四年）11月，該庄隸屬於深坑廳，編入第十二區。1903年（明治三十六年）4月，第十二區拆出九芎林庄部分並改稱「闊瀨區」。1920年（大正九年），該庄改制為「大粗坑」大字，隸屬於臺北州文山郡坪林庄，大字下有「大粗坑」、「九芎坑」、「虎寮潭」小字名。
戰後坪林庄改制為坪林鄉，隸屬於臺北縣，大字亦改制為村。2010年（民國99年）12月，臺北縣升格為新北市，坪林鄉改制為坪林區，村改制為里。

## 交通
鄉道北42線又名「坪雙產業道路」，經過大粗坑地區中部（坪雙路一段），由此往北轉東可至濶瀨或續行通往雙溪區柑腳接省道台2丙線，往西可至坪林市區附近接市道106乙線。